# Bel Air
Bel Air je planski građeno stambeno naselje u brdima Westside dio grada Los Angelesa, Kalifornija. Zajedno s Beverly Hillsom i Holmby Hillsom tvori dio Los Angelesa znan kao Platinum Trokut  (engleski:Platinum Triangle).

## Zemljopis
Bel Air nalazi oko 27 kmzapadno od centra grada Los Angeles i uključuje neke od podnožja Santa Monica planine. Graniči sa sjeverne strane sa sveučilištem UCLA i Sunset Boulevarom. U središtu naselja snalazi se Bel Air Country Club i hotel Bel Air. Naselje je osnovano 1923. godine a osnovao ga je Alphonza E. Bella, Sr.
Omeđeno je Brentwoodom na zapadu i jugozapadu, Westwoodom na jugu, Beverly Hillsom na istoku i Sherman Oaksom na sjeveru.

## Stanovništvo
Prema popisu stanovništva iz 2000. godine, u naselju živi 7.928 stanovnika. Prema rasnoj podjeli u gradu živi najviše bjelaca 86,24%, 6,84% Azijata, 4,65% Hispanjoamerikanaca, 1,93% crnaca, 0,06% Indijanaca, 0,04% pacifička rasa, 1,30% ostale rase, i 3,59% dvije ili više rasa.

## Galerija
- Warner Elem škola
- Srednja škola
- Sveučilište‎‎

## Vanjske poveznice
- Službena stranica Bel Aira  Arhivirana inačica izvorne stranice od 29. rujna 2020. (Wayback Machine)